# Portschinskia himalayana
Portschinskia himalayana är en tvåvingeart som beskrevs av Grunin 1962. Portschinskia himalayana ingår i släktet Portschinskia och familjen styngflugor. Inga underarter finns listade i Catalogue of Life.